# 九一一國家紀念博物館
九一一國家紀念博物館（英語：National September 11 Memorial & Museum），又稱九一一事件紀念館，是為了憑弔2001年美國九一一襲擊事件2,977名罹難者和1993年世界貿易中心爆炸案6名被害人所設立的紀念園區和博物館。紀念館位於世界貿易中心的雙塔遺址，雙塔在襲擊中已倒塌。该场馆由非盈利公司运作，旨在筹募资金、组织活动、占有并管理位于世贸中心地址的纪念馆和博物馆。
在世贸中心遇袭及崩塌后，建立纪念馆旋即提上日程，以缅怀遇难者和救援烈士。世贸中心纪念馆竞赛的获胜者是来自以色列建筑师迈克·阿拉德（Michael Arad），效力于纽约和旧金山的汉德尔（Handel）建筑公司。阿拉德与彼得·沃克庭院公司合作，设计了场地树林和双塔旧址上的两个方形水池。2006年8月，世贸中心纪念基金会和纽约与新泽西港務局开始大规模建设纪念馆和博物馆。设计依从了丹尼尔·里伯斯金原先的设计，将场地纪念馆从最初的街面70英尺（21）以下降至街面30英尺（9.1）以下。里伯斯金希望将建筑建在双塔遗址之上，而阿拉德是决赛选手中唯一反对他的人。2007年，世贸中心纪念基金会更名为九一一国家纪念博物馆。
2011年9月11日，袭击十周年纪念活动在纪念馆举行，该馆次日向公众开放。博物馆于2014年5月15日完成，21日开放。随后三个月里，访客人数超过百万。2012年，911游客中心与911纪念馆合作，由遇难者家属、现场急救员、幸存者提供私人导游。

## 背景

重建初址

### 全美巡展
2007年9月，纪念馆与博物馆开始了为期4个月的全美巡展，访问25个州的25个城市，数千人参与其中。巡展从哥伦比亚的Finlay Park开始，到坦帕的Steinbrenner Field结束；突出展示图片、物品和记录当事人遭遇的电影。在南卡罗来纳开幕式上，White Knoll中学的学生们受到嘉奖（他们为纽约消防局捐赠50多万美元购买新车），退休的纽约市警长Marcelo Pevida为该城授予国旗，这面国旗曾在原爆點上飘扬。2007年全美巡展主要看点是钢管签字，之后被用于建造纪念馆。

### 募集资金
九一一国家纪念博物馆开展了一项“鹅卵石运动”，捐赠者可以捐出一块鹅卵石，铺在纪念馆广场上。捐赠者会获得纪念馆官网承认。完工后，捐赠者能够通过广场报刊亭输入姓名来查询鹅卵石。2008年，纪念馆开展了两项节日鹅卵石运动，一次是父亲节，一次是12月节假日。
2011年9月9日，美国住房及城市发展部长肖恩·多诺万称发展部通过社区发展街区拨款项目给予九一一纪念博物馆3.29亿美元资助。据CNN消息，纽约与新泽西港務局之前称九一一纪念馆和博物馆基金会“对博物馆和纪念馆进行财务监管”还欠工程3亿美元，但之后闭口。
夏威夷参议员井上健主推2011年九一一国家纪念博物馆法案S.1537，为纪念馆运营每年从联邦拨款2千万美元（约总预算的三分之一）。2011年10月19日，议会将其递交给美国参议院能源和自然资源委员会。就联邦S.1537拨款，内政部长获准接受纪念馆董事会捐赠，获得国家九一一纪念馆地契，此视董事会、纽约和新泽西州长、纽约市长和内政部长意见而定。2011年10月19日，美国国家公园管理局William D. Shaddox对参议院能源和自然资源委员会谏言，质疑该局为S.1537筹款的能力，称管理局拥有财产却不能运营管理（正如S.1537规定）是前所未有的。

## 纪念馆

### 历史

#### 计划
- 在九一一袭击事件和1993年世界贸易中心爆炸案中数以千计的无辜男女和儿童被恐怖分子杀害，对他们的不幸表示缅怀与尊敬。
- 此地因惨烈牺牲而变得庄重，对此表示尊敬。
- 在最黑暗的时刻里，对幸存者的坚韧不拔、对烈士的舍己为人、对友人的患难与共表示承认。
- 愿世人铭记、承认事迹、精神重振，成为永恒光照，重申对生命的尊重，坚定捍卫自由的决心，为终结仇恨、愚昧、偏狭而努力。

九一一国家纪念博物馆前身是世界贸易中心纪念基金会，为501(c)(3)非盈利公司，负责筹集资金、管理纪念馆设计和建设。2005年1月4日，董事会第一次召集，2008年4月，董事会完成第一阶段集资目标（3.5亿美元）。这笔款项和额外资金将会被用于建设纪念馆和博物馆，并作为博物馆基金。
2003年，曼哈顿下城发展公司发起了世界贸易中心纪念馆竞赛，该竞赛旨在为纪念馆进行设计以纪念九一一遇难者。世界各地的个人和团体递交了方案。2003年11月19日，13人评委选出了8个决赛方案。2004年1月6日，迈克·阿拉德和彼得·沃克（Peter Walker）设计的《倒映虚空》（Reflecting Absence）脱颖而出。方案包括一片树林围绕着的两个大型下沉湖，即世贸双塔遗址。落叶树二色栎成排成簇。公园在街面上，在纪念博物馆上。遇难者姓名（包括在五角大楼、美航77航班、联合93航班和1993年世贸爆炸案的遇难者）刻在瀑布周围的女儿墙上，排列方式並非單純按照字母排序，而是按照遇難者間的社交關係排序，有關聯者（例如關係親密，或罹難前在相近地點共度最後一刻者）即將其姓名相鄰排列。一部分地下连续墙最初是用来防止哈德逊河河水灌入的，丹尼尔·里伯斯金最初想保留一半，博物馆对此进行了收藏。2004年1月14日，世贸中心纪念馆最终设计方案在联邦国家纪念堂新闻发布会上公示。
曼哈顿下城发展公司委托世贸中心纪念基金会对《倒映虚空》、纪念馆和博物馆行使拥有、运行、募集权。发展公司和基金会主席John C. Whitehead在2006年宣布辞职，前主席Kevin Rampe接任。纽约市长迈克尔·布隆伯格接续Whitehead的纪念馆和博物馆主席。2006年5月9日，基金会执行委员会主席托马斯·S·约翰逊称：
|  | 关于设计和项目的成本完全搞清楚前，所做的决议是不会去进行新的集资。上周，出现在公共面前的成本问题及施工单位Lend Lease Group所公开的估算如下：纪念馆和博物馆需要约6.72亿美元，为纪念馆装完冷却装置、道路、人行道、公用设施、基础墙夯实总计需要约9.73亿美元。今年早些时候，纪念馆和博物馆成本约为4.94亿美元。 |

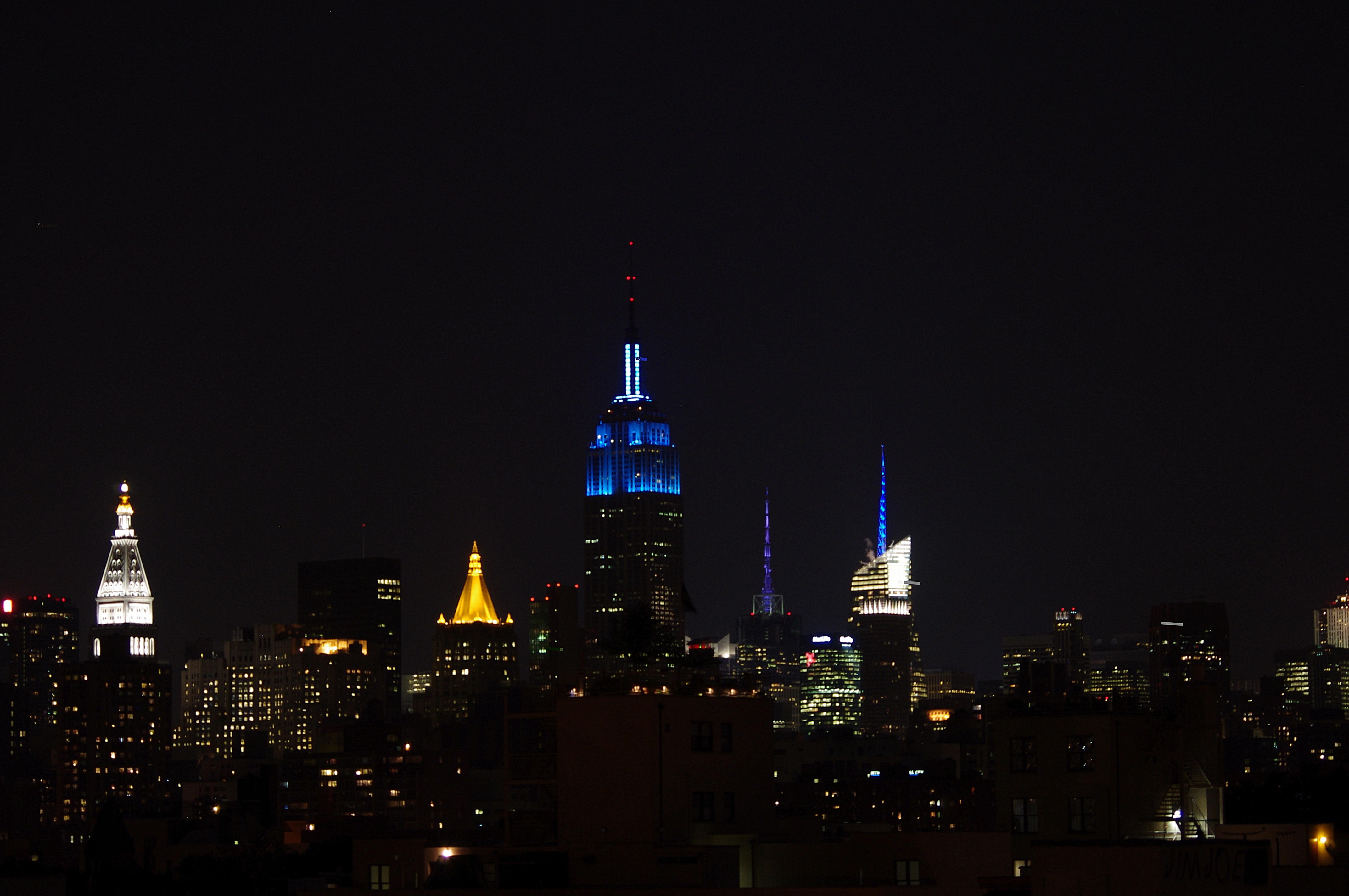
2011年9月12日，为纪念馆开放，帝国大厦亮起蓝灯

2006年4月26日，Gretchen Dykstra辞去了世贸中心基金会的主席和CEO职位。目前的基金会主席和CEO是约瑟夫·C·丹尼斯，于2006年10月上任。纪念馆项目调低了预算至5.3亿美元。2006年8月，纪念馆开工。虽然工期延迟，九一一国家纪念博物馆有信心在2011年9月11日前完工。

#### 建设

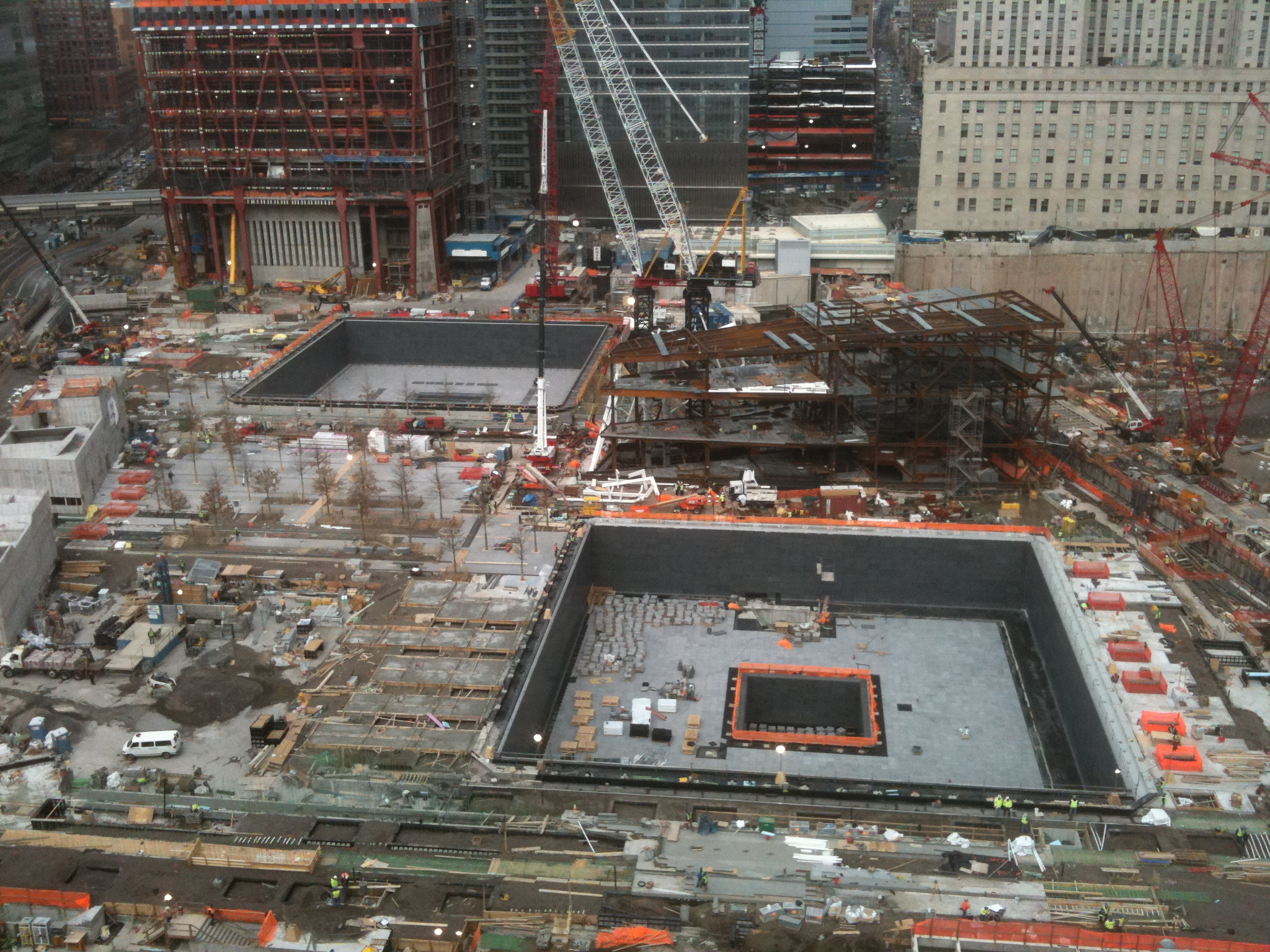
建设工地，2010年12月

2006年3月13日，建筑工人到达世贸遗址开始将《倒映虚空》付诸实施。当日，遇难者亲属和其它人士聚集表示抗议，认为纪念馆应该建在地上。纪念馆基金会主席称家屬以獲得意見徵詢，认同设计，工作和如期进行。
同年5月，有消息称纪念馆建设成本预算升至10亿美元以上。市长迈克·布隆伯格称：“我们在建纪念馆上不是想花多少就花多少。任何超过5亿美元的数字都不合适。”
2006年，在布隆伯格和乔治·保陶基州长的要求下，建筑方Frank Sciame进行了一个月的分析，纳入罹難者家庭、曼哈顿下城商业、居民区、建筑师和竞赛评委会。分析结果是推荐纪念馆和博物馆设计预算控制在5亿美元之内。
2008年7月，倖存者階梯（Survivors' Staircase）降至地基，成为第一个送入博物馆的物品。8月末，基脚和地基完工。9月2日，建筑工人为纪念馆立起第一个立柱，重达7,700-磅（3,500-），靠近北塔原址。至此，约有七成建筑合同中标或准备中标。总计9,100短噸（8,300公噸）的钢材装入纪念馆。到2010年4月，倒映池完全包好了钢皮，灌入85%的水泥。到4月22日，工人开始为倒映池安装花岗岩外层。到6月，北池的花岗岩外层完工，工人开始做南池。7月，第一批泥土运到，8月，工人开始在纪念广场上种树。长成的二色栎可达60至80英尺（18至24），能活300-350年；秋天树叶呈金黄色。倖存者树是棵劫后余生的豆梨树，枯树发芽，等待植根。 9月，工人将双塔中抢救出来的两个三叉（原雙子塔1-6樓外牆）安装上去。

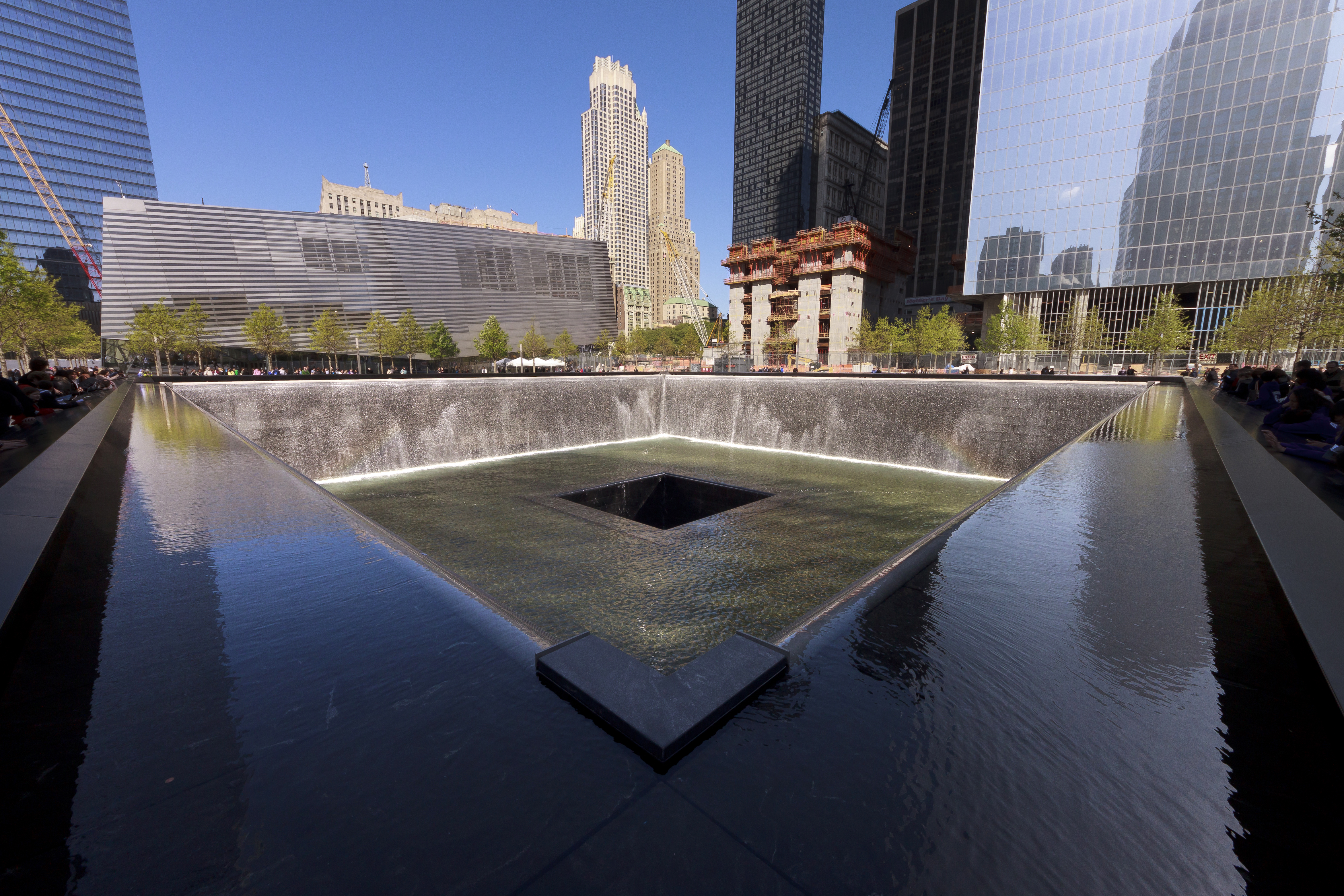
南池完工，2012年4月

2010年11月，工人开始测试北池瀑布，工程持续到2011年初。3月，博物馆展览厅立面开始安装玻璃嵌板。5月，工人开始测试南池瀑布。纪念馆大部分在恐怖袭击10周年前完工，博物馆则计划在1年后完成。到9月2日，共種植了243棵树，开馆前又种了8棵。至此，两池塘都告齐活，瀑布每日调试。
2011年9月12日是九一一袭击10周年后的第一天，在基金会董事会通过了一大本规则条例后，纪念馆对公共开放。2011年9月11日到2014年5月25日称为“临时營運期”，纪念馆周围的工程仍在进行。2014年5月25日，围栏完成拆除。

### 设计

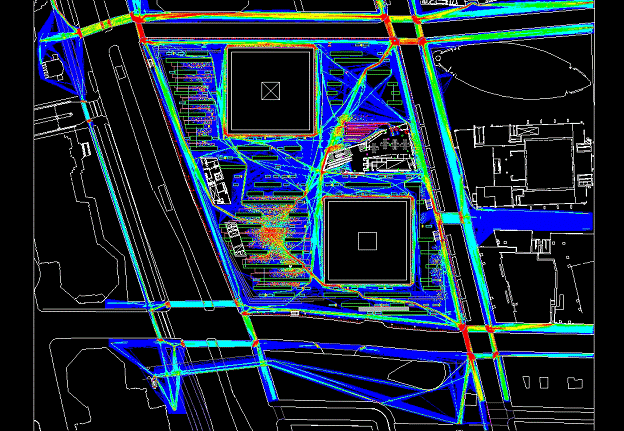
行人模拟图

2004年1月，建筑师迈克·阿拉德和园林设计师彼得·沃克的作品《倒映虚空》从63个国家的5,201个作品中脱颖而出，摘得曼哈顿下城发展公司的设计竞赛桂冠。人工瀑布倾泻到两个1-英畝（4,000-平方）水池，占据了双塔昨日的位置，象征着袭击夺走的生命、留下的虚空，以及美國人被掏空的心。瀑布旨在吸收城市噪音，使得该地成为沉思的圣地。园林设计师彼得·沃克在纪念馆四周种了许多北美白橡。约有400棵北美枫香树和二色栎树种在广场其余的6英畝（24,000平方）土地上，增强了自然的倒映效果。
纪念馆设计使用了行人模拟测试。行人模型程序Legion被用来模拟访客对空间的占用，设计则通过扭曲来避免瓶颈效应。喷泉由德尔塔喷泉公司设计。

#### 遇难者姓名排列

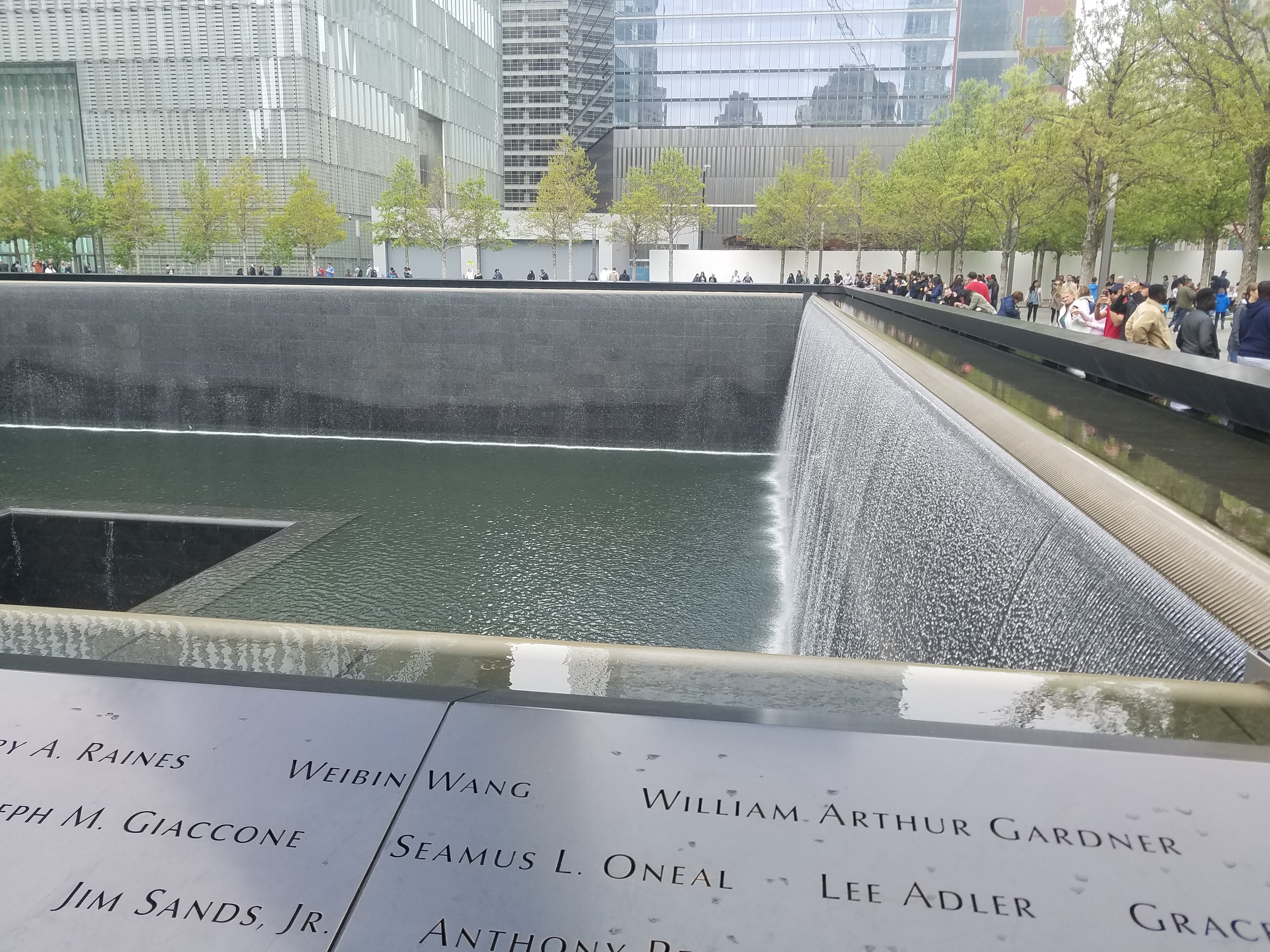
包括華裔美籍罹難分析師Q110977159等世貿北塔罹難員工姓名的北池N-37號銘牌

2,983名遇难者的姓名刻在南北兩池，每個池子各設76个銘牌，镶嵌在纪念池的女儿墙上：包括在九一一袭击中遇难的2,977人和1993年世贸中心爆炸案遇难的6人。姓名根据算法，依照社会关系排列，如遇袭时间、所属组织（在世贸或五角大楼上班）以及应1,200家人请求而定。Local Projects软件用於排列组合工作。
北池四周印刻的是北塔（一号塔）员工和访客、撞擊北塔的美国航空11号班机旅客和机组人员、1993年世贸爆炸案中的员工和访客。南池四周印刻的是南塔（二号塔）员工和访客、撞擊南塔的联合航空175号班机旅客和机组人员、双塔周边的员工、访客、圍觀者、救援过程中遇难的先遣急救員、联合航空93号班机（宾州墜毀）和美国航空77号班机（撞入五角大楼）的旅客和机组人员以及五角大楼员工。公司名称没有纳入，但公司员工和访客都列在一起。四架航班旅客依照航班班次排列，急救人员则依所屬單位及隊名排列。
2006年，姓名排列依协定通过，取代之前的乱序排列。据伊迪絲·盧特尼克（Edith Lutnick，建達公司救助金执行主任兼九一一遇難者家屬）称：“围绕你爱人姓名的是他们的邻座、同事、生活伴侣，最可能的是他们遇難前與其在一起的人。”
1993年世界貿易中心爆炸案的6名遇難者刻在北池N-73銘牌上。在九一一和1993年袭击中遇难的10名孕妇，其姓名後方均附註“及其未出世的孩子”（and her unborn child）字樣。

#### 倖存之樹

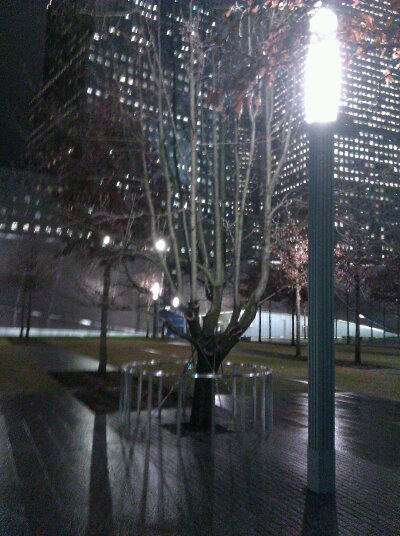
寒冬中的倖存者之树

2001年，一棵豆梨树从世贸废墟中刨了出来，後称为“倖存之樹”（Survivor Tree）。当这棵8-英尺（2.4-）高的树被刨出来时，全树烧的一塌糊涂，只剩一根枝干存活。1970年代，该树种在世贸四号大樓和五号大楼旁，立在教堂街旁。纪念馆主席乔·丹尼斯称它是“纪念馆广场全景的关键元素”。
2001年11月，纽约市园林部将树移植到布鲁伦范特克兰公园亚瑟·罗斯的苗圃。看似无望，但第二年初枯树再发新芽。虽然国家纪念馆团队为该树留下位置，但此时尚不确切。
经过布鲁伦苗圃的照料后，倖存之樹移植回世贸。2010年3月，一股强风将树连根吹起，但没有造成严重伤害。在种回后，迈克·布隆伯格市长称：“又一次，我们与树拒绝被扔进垃圾箱。我们將樹种回，它立刻迸发出生机。”

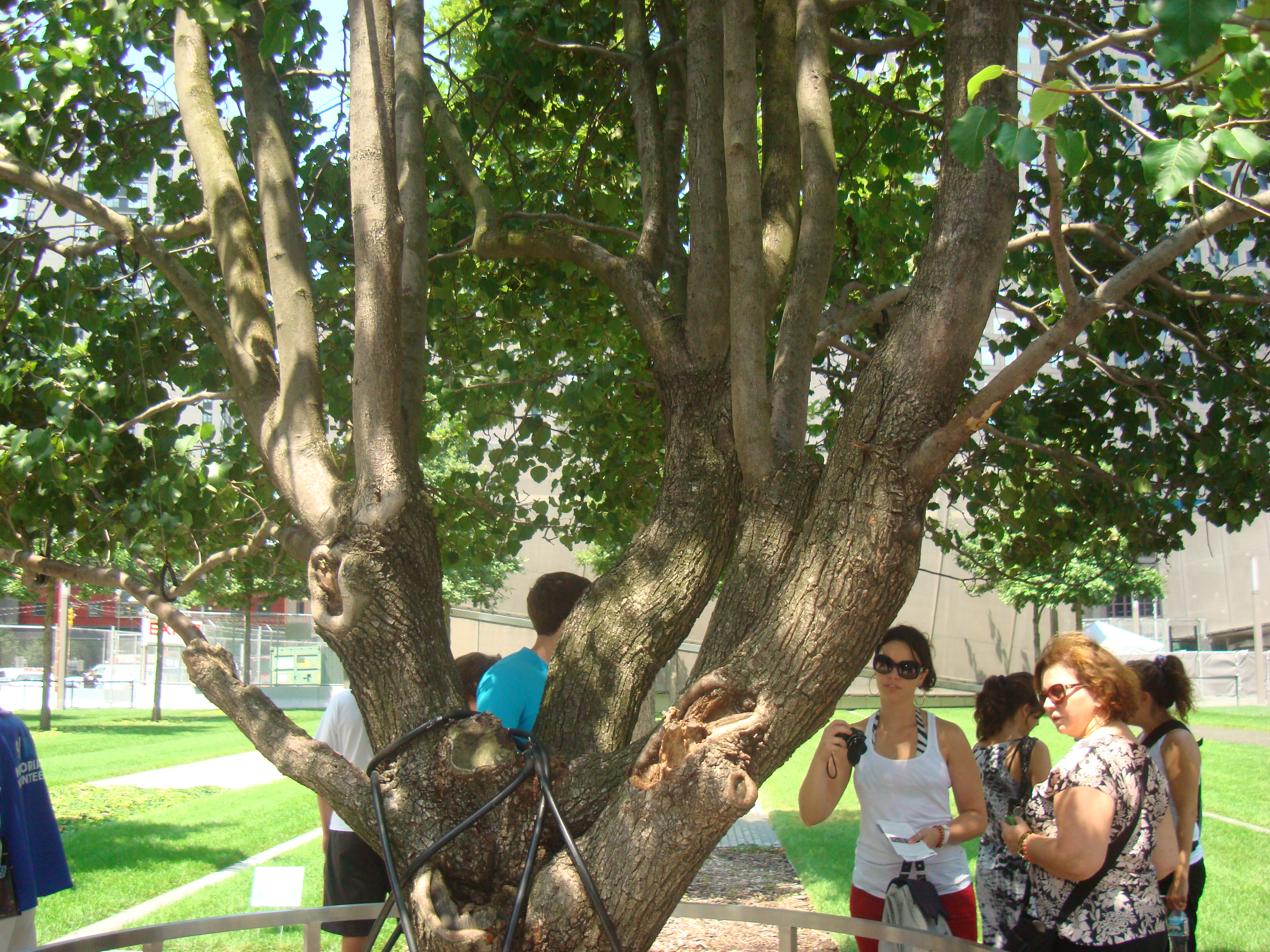
生生不息，2012年

倖存之樹成为希望和重生的象征；亚瑟·罗斯苗圃经理里奇·卡波称：“它代表了我们全部”。2011年8月29日，在艾琳飓风刮过后，紀念博物館主席喬·丹尼爾斯称：“倖存之樹名副其实，高耸在纪念馆上。”幸存者基庭·克朗称：“它提醒着我们人类坚韧不拔的精神。”《纪念之地：九一一国家纪念馆官方指南》称此树“暗示着数千人劫后余生的百折不挠”。
2010年12月，倖存之樹长到30英尺（9.1）高，在种回世贸广场时，人们举行了一个仪式，布隆伯格市長、市政官员、幸存者和救援人员到场。虽然该树是纪念馆的明星，其它6棵幸存下来的树種植在纽约市政厅附近，以及曼哈顿一側的布魯克林大桥旁边。这些树中的三棵是豆梨，三棵是小叶椴。

## 博物馆

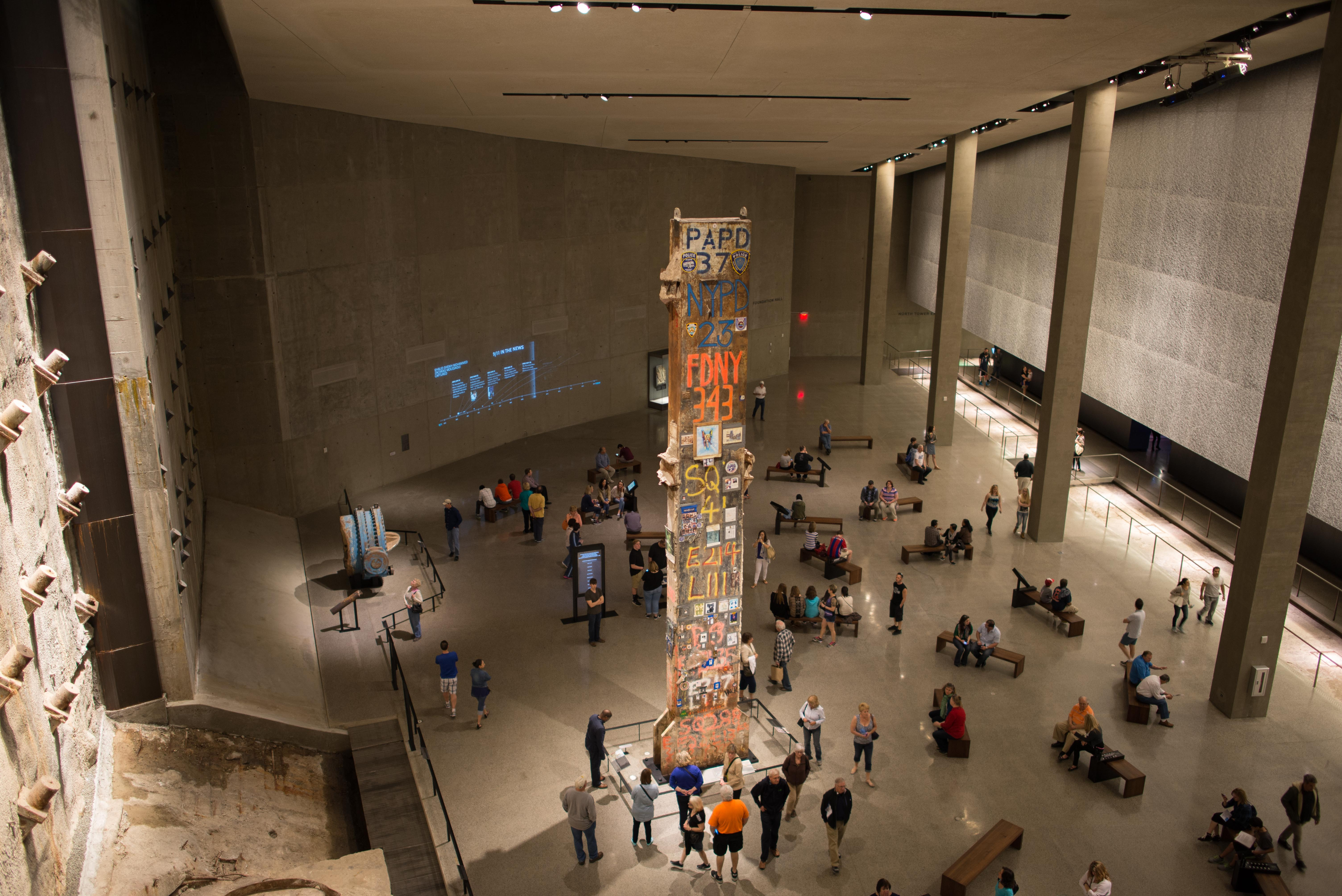
最後的立柱及連續壁，博物馆大厅

2014年5月15日，九一一博物馆开馆，5月21日对外开放。博物馆出展23,000张照片、10,300物品、近2,000件逝者口述历史（多由亲友提供）及超过500小时的录像。

### 历史
地下博物馆留存了2001年9月11日的物品，包括双塔钢材（如2002年5月从原爆点拖出的最后一块钢材）。它位于Fritz Koenig的世贸纪念球（The Sphere）那里。世贸纪念球是个大型金属雕塑，在双塔之间的池子中央。虽然在袭击中备受打击，但纪念球依然成型，被移到炮台公园展览。
2011年12月，据美联社消息，因纽约与新泽西港務局和九一一国家纪念博物馆基金会在承担基础设施费用上起了争执，导致博物馆建设暂停。2012年3月13日，讨论开始，建设继续。在一系列假新闻后，博物馆宣布将于2014年5月21日对外开放。
2014年5月15日，博物馆剪彩。许多重要人物出席，包括美国总统贝拉克·奥巴马、前总统比尔·克林顿、前国务卿希拉里·克林顿、纽约州长安德鲁·库默、前市长戴维·丁金斯、鲁迪·朱利安尼和迈克尔·布隆伯格以及现市长比尔·白思豪。在一小时的开幕式上，拉香姿（LaChanze）演唱了“奇异恩典”，致敬她的丈夫（遇难）。在这5天里，超过42,000急救人员和遇难者家属来访。
5月21日，博物馆举行了开幕式，24名警官和消防員展开修好的九一一国旗，长达30-英尺（9.1-），而后送入博物馆保存。博物馆外围大门在袭击后首次拆除。第一天门票眨眼售罄。虽然博物馆设计并非叫人催泪，但开放日访客众多，提供顾问辅导。

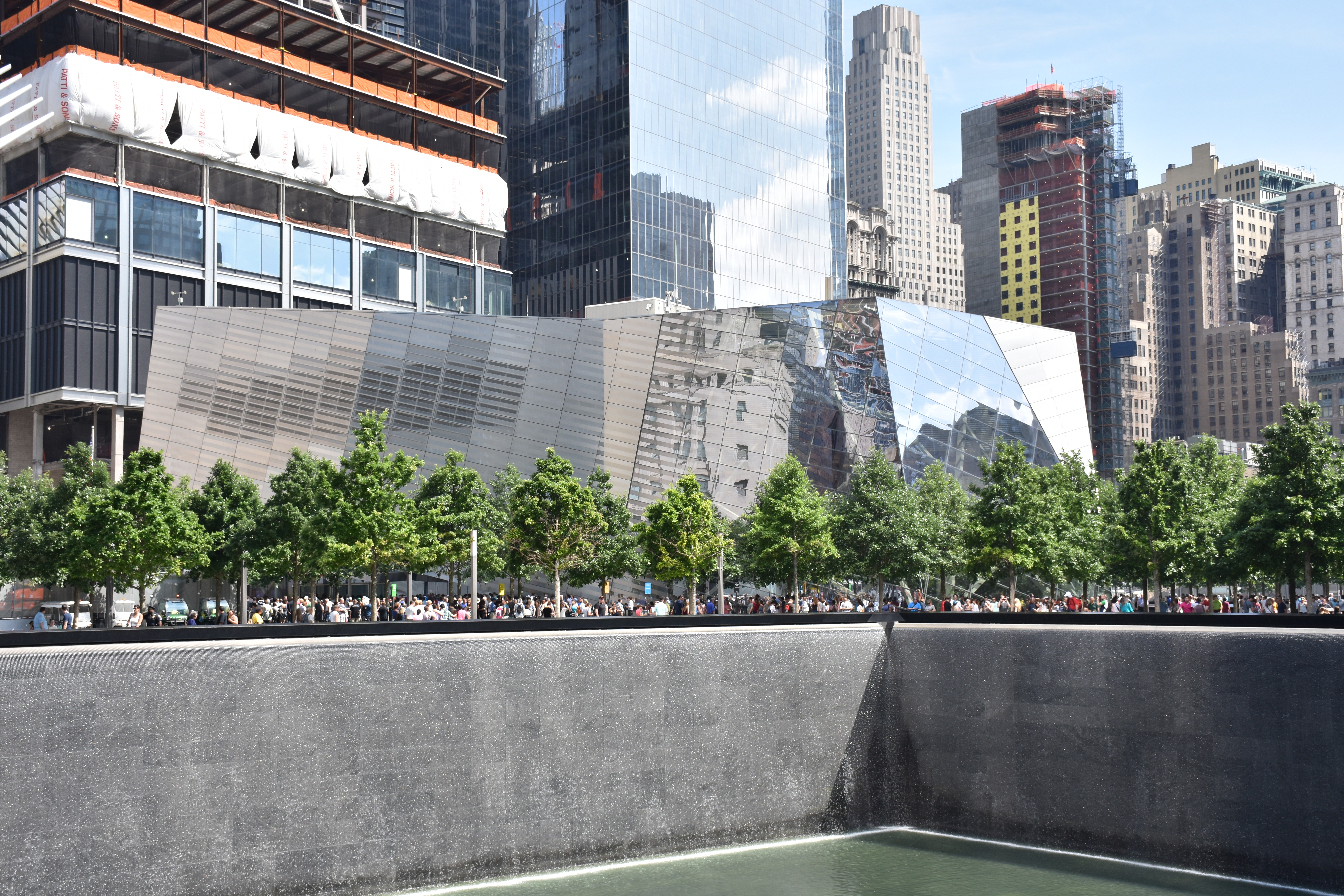
九一一博物馆（后）和前面的北池

### 设计
博物馆由戴维斯·布罗迪·邦德（Davis Brody Bond）公司设计，在地下约有70英尺（21），展示厅由斯諾赫塔建築事務所设计。九一一国家纪念博物馆公共使用面积为110,000平方英尺（10,000平方）。展示厅为解構主義设计，类似部分垮塌的建筑（对应袭击），双塔的三叉戟双异型柱矗立在馆内。博物馆墙壁一面是防护哈德逊河的槽壁，在九一一袭击中保存完好。其它原爆点物品如被毁的急救车（包括倒塌时被毁的消防车）、世贸中心七栋楼的金属碎片、幸存者和急救人员的记录（包括911电话）、遇难者照片、残骸照片和其它媒体报道（包括撞击、倒塌、大火、跳楼和清理）。博物馆设计旨在追忆，而非催泪控诉，对于急救员和遇难者家属来说尤是。
《赫芬顿邮报》写道：“走在博物馆里好像穿越到九一一的混乱、毁灭和剧痛中去。展览表达了纽约和全美难以置信和撕心裂肺的感情。”

## 图片集

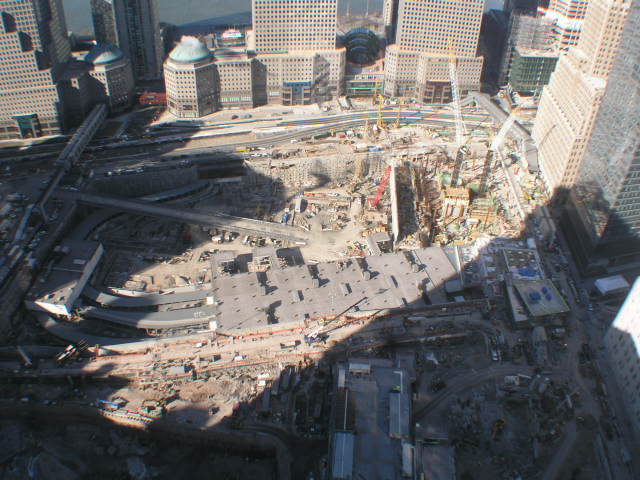
施工現場，2008年1月
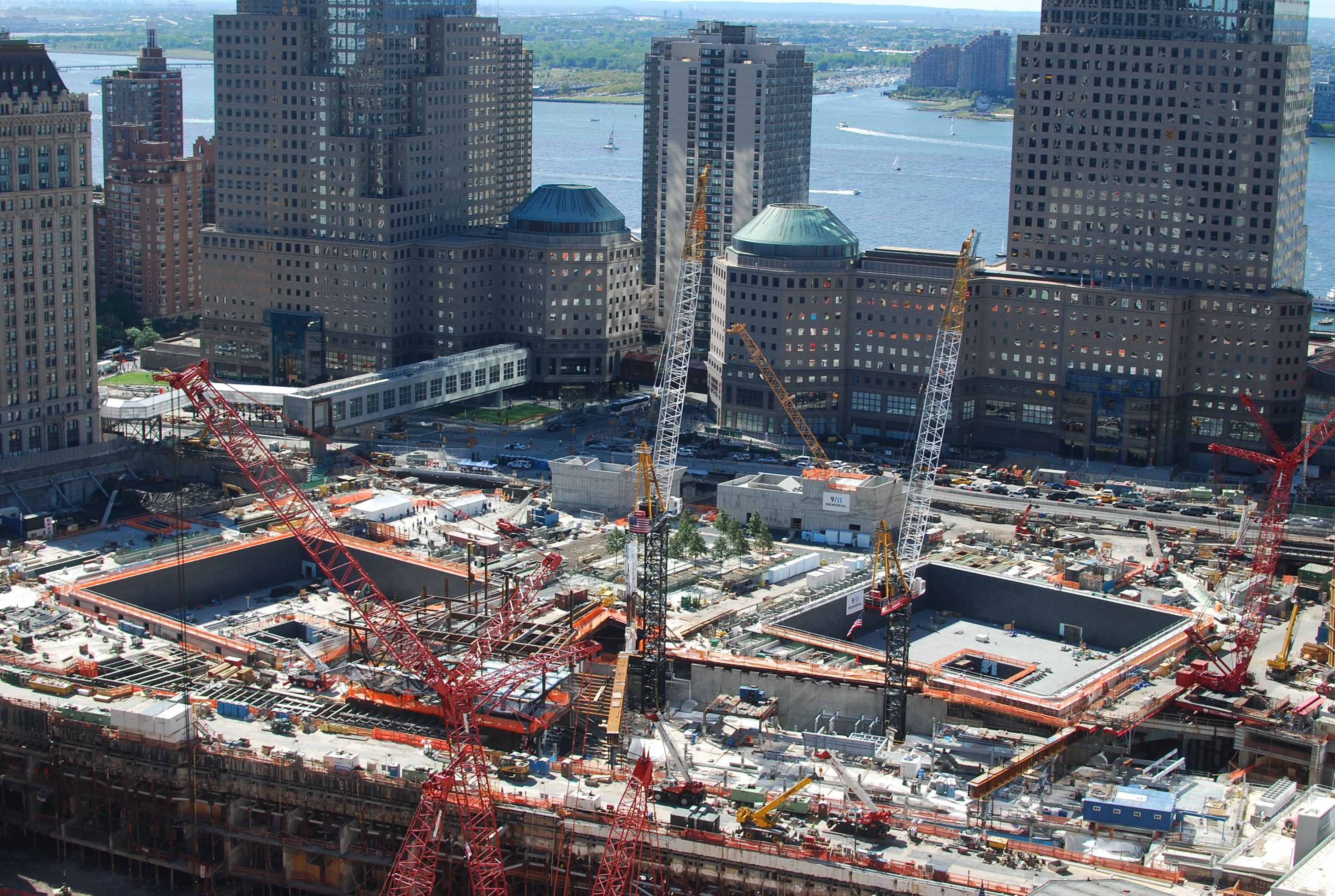
施工現場，2010年9月
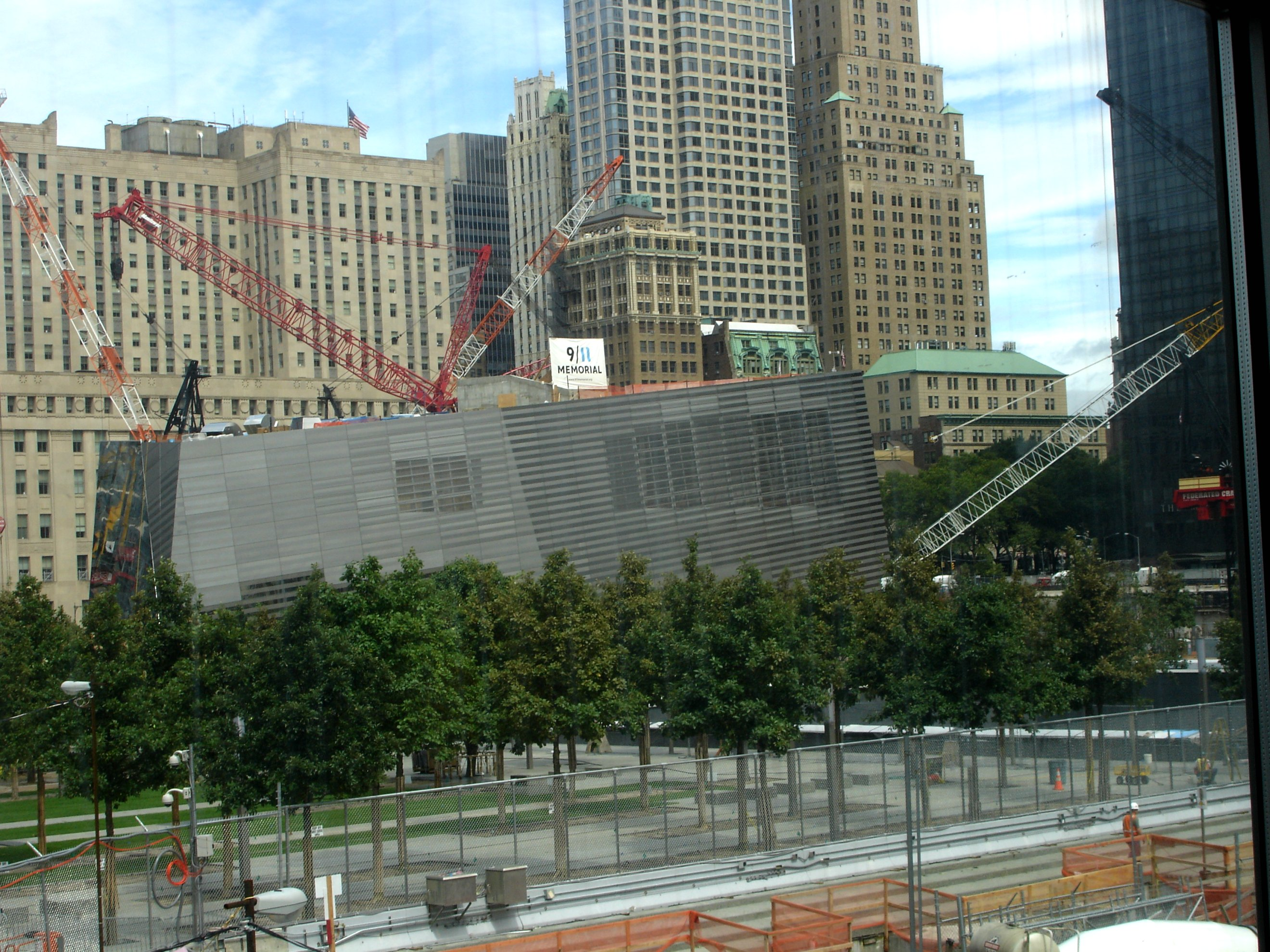
施工現場，2011年8月
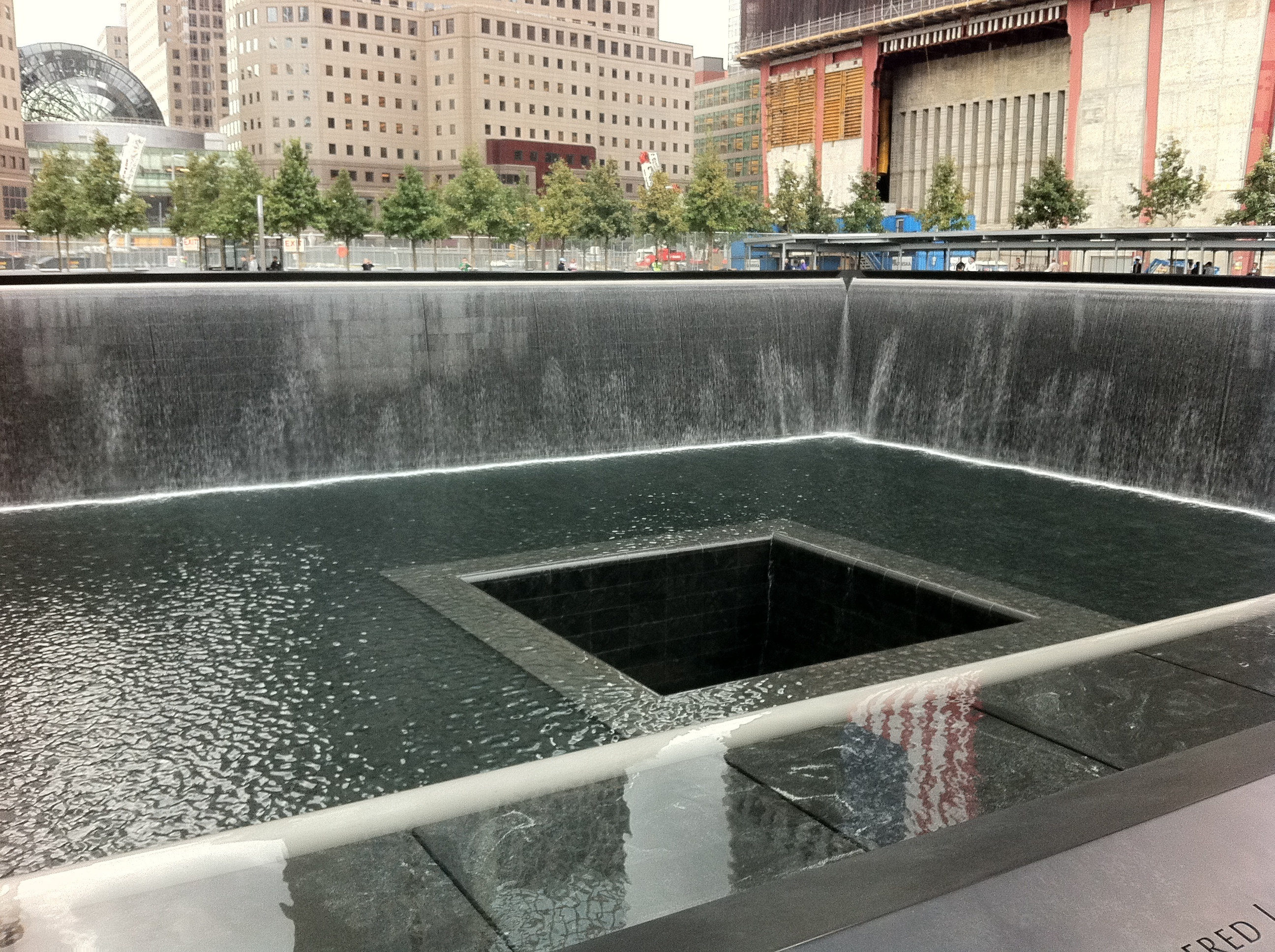
北池喷泉完成，2011年9月
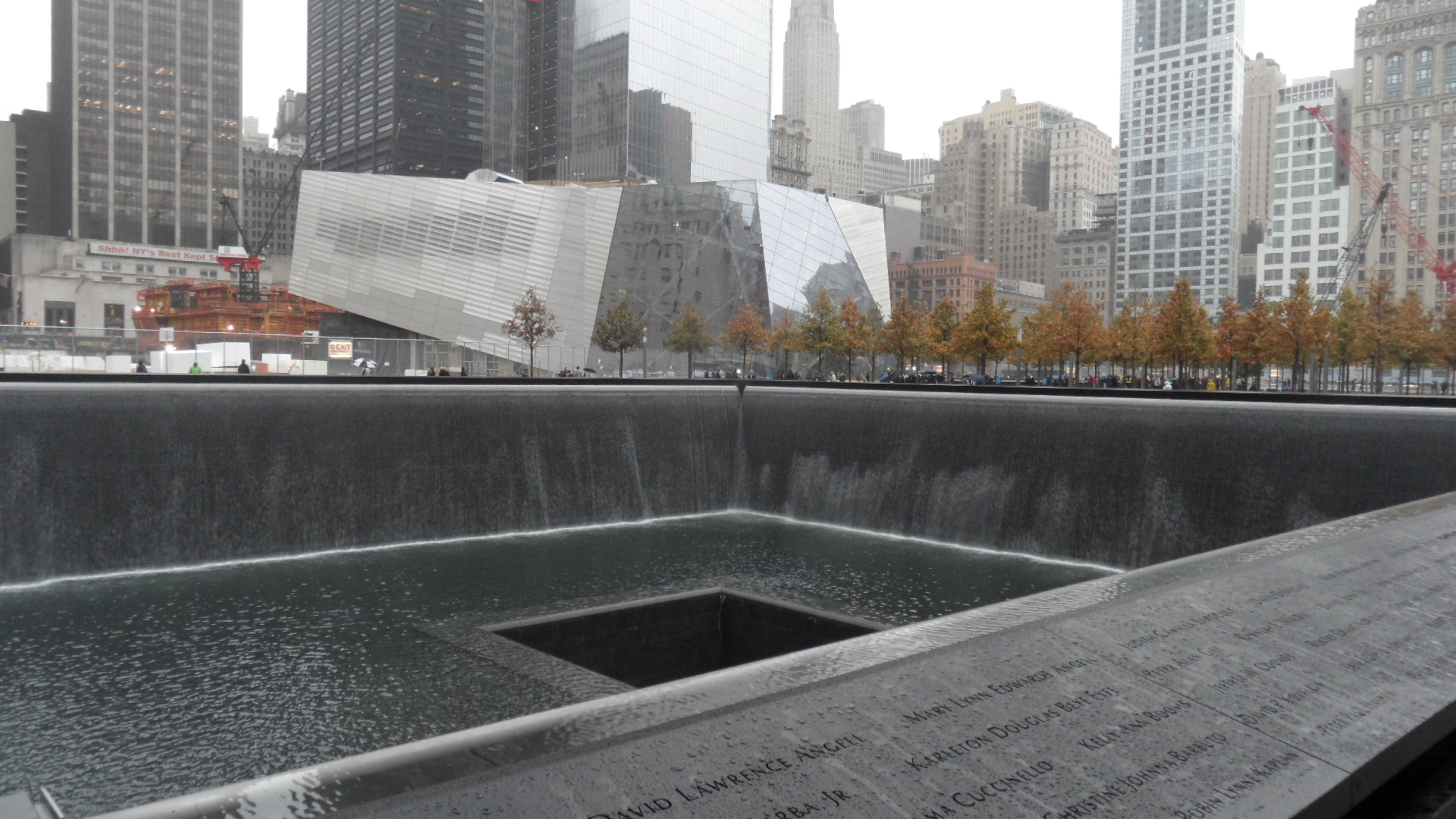
喷泉完成、纪念馆施工中，2011年10月
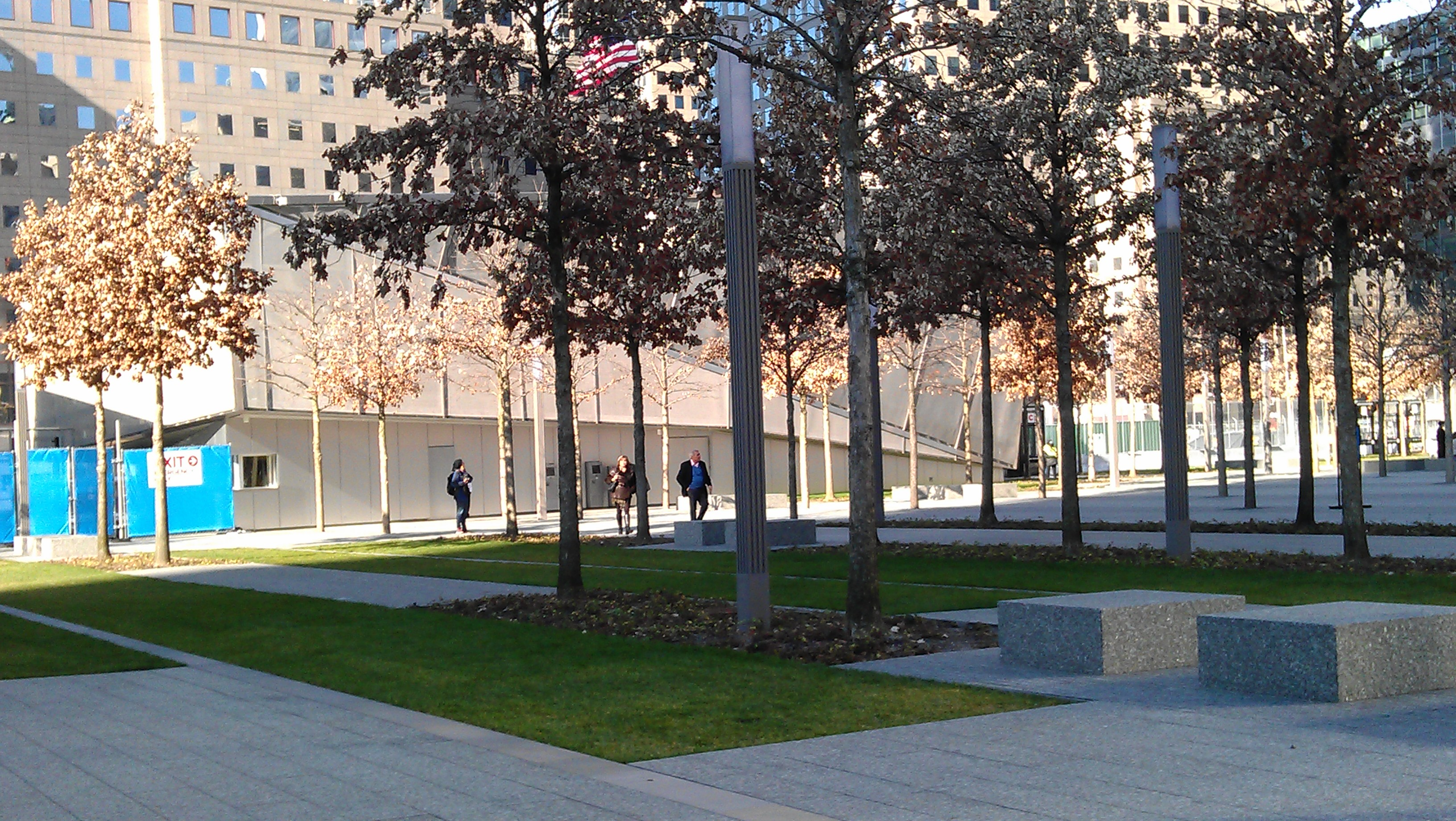
纪念馆公园，2011年11月
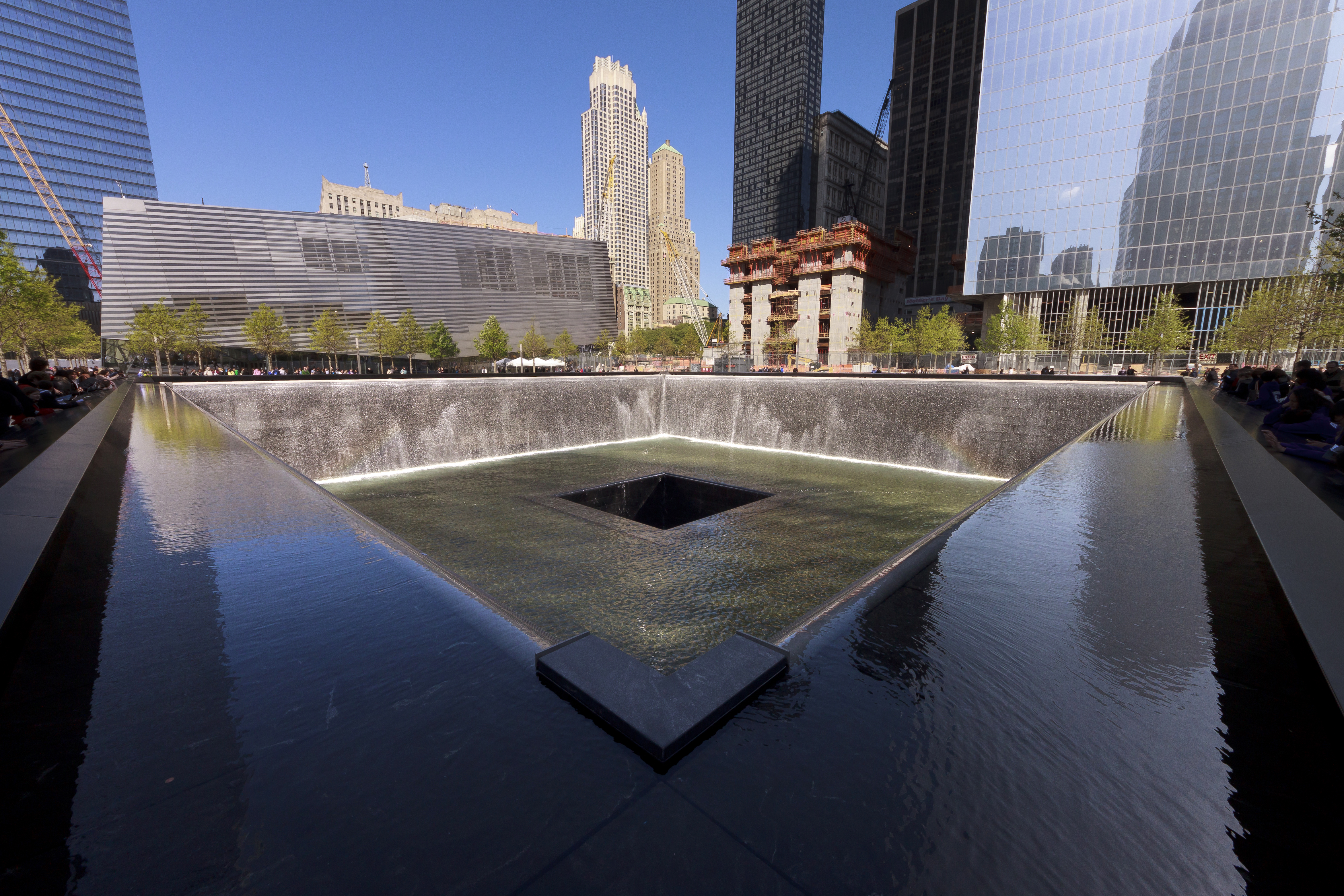
南池与建设中的纪念馆，背后是三号塔、四号塔、七号塔。2012年4月
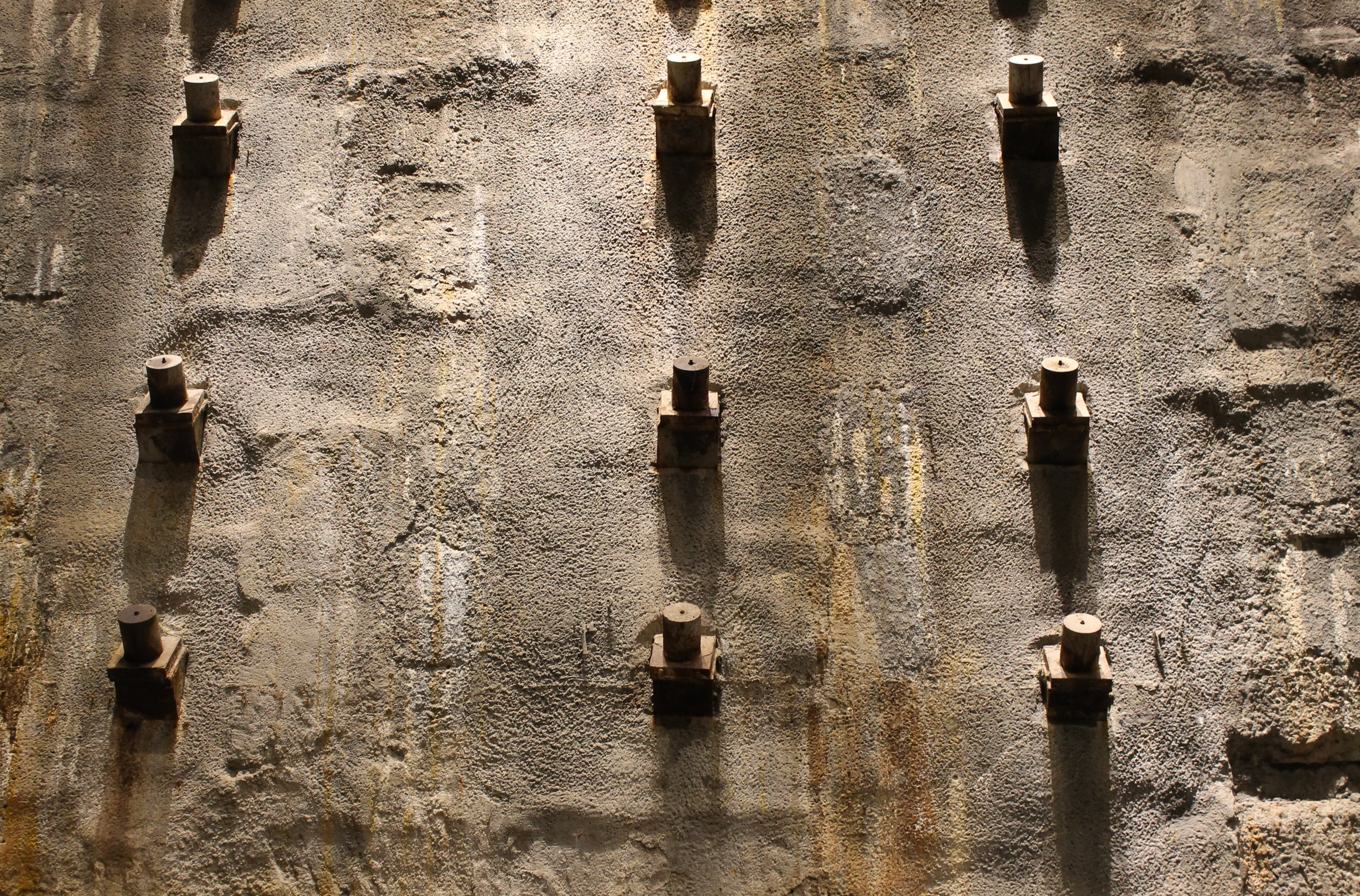
纪念馆中的管道残骸
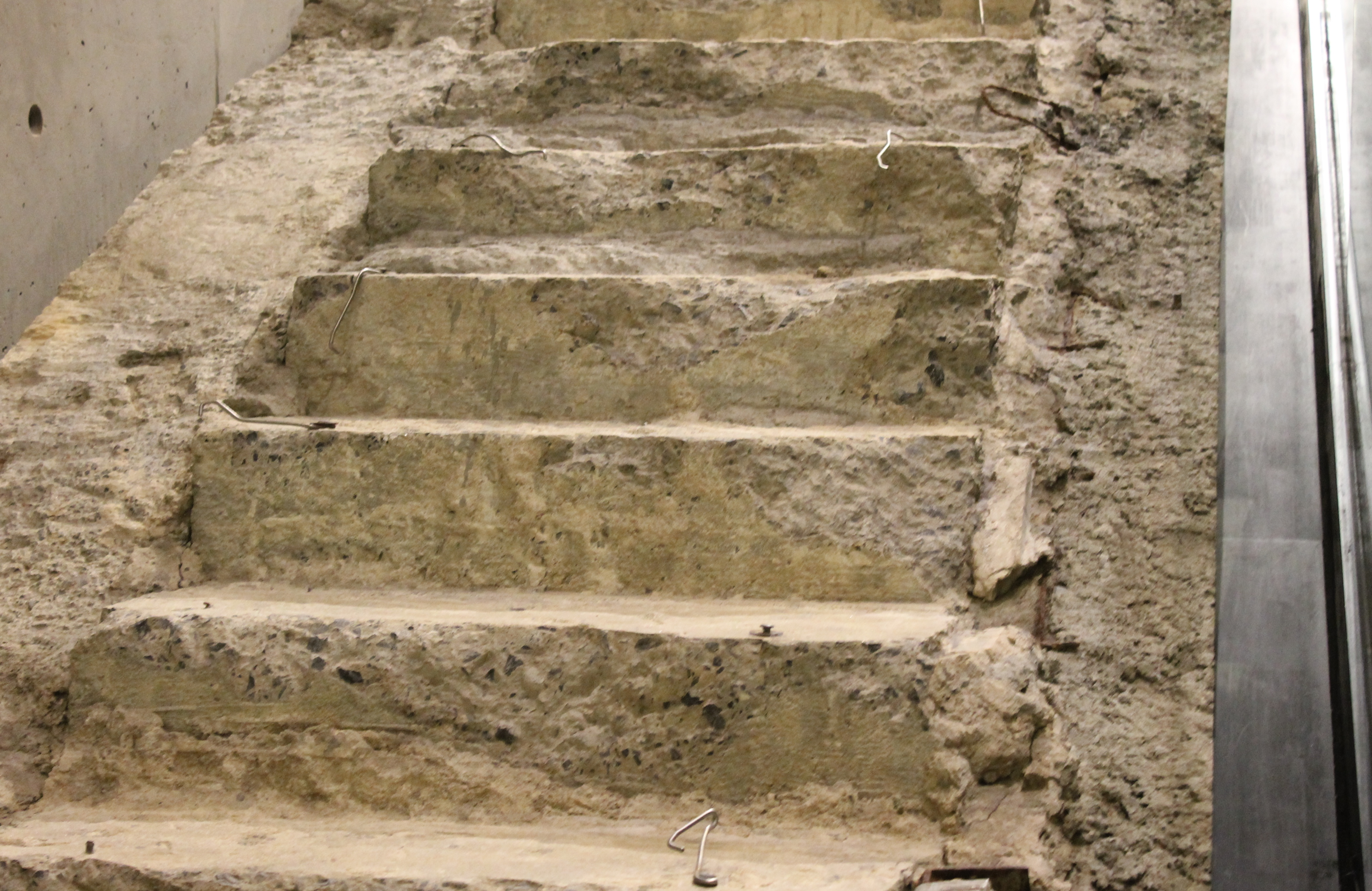
維西街“倖存者階梯残骸”
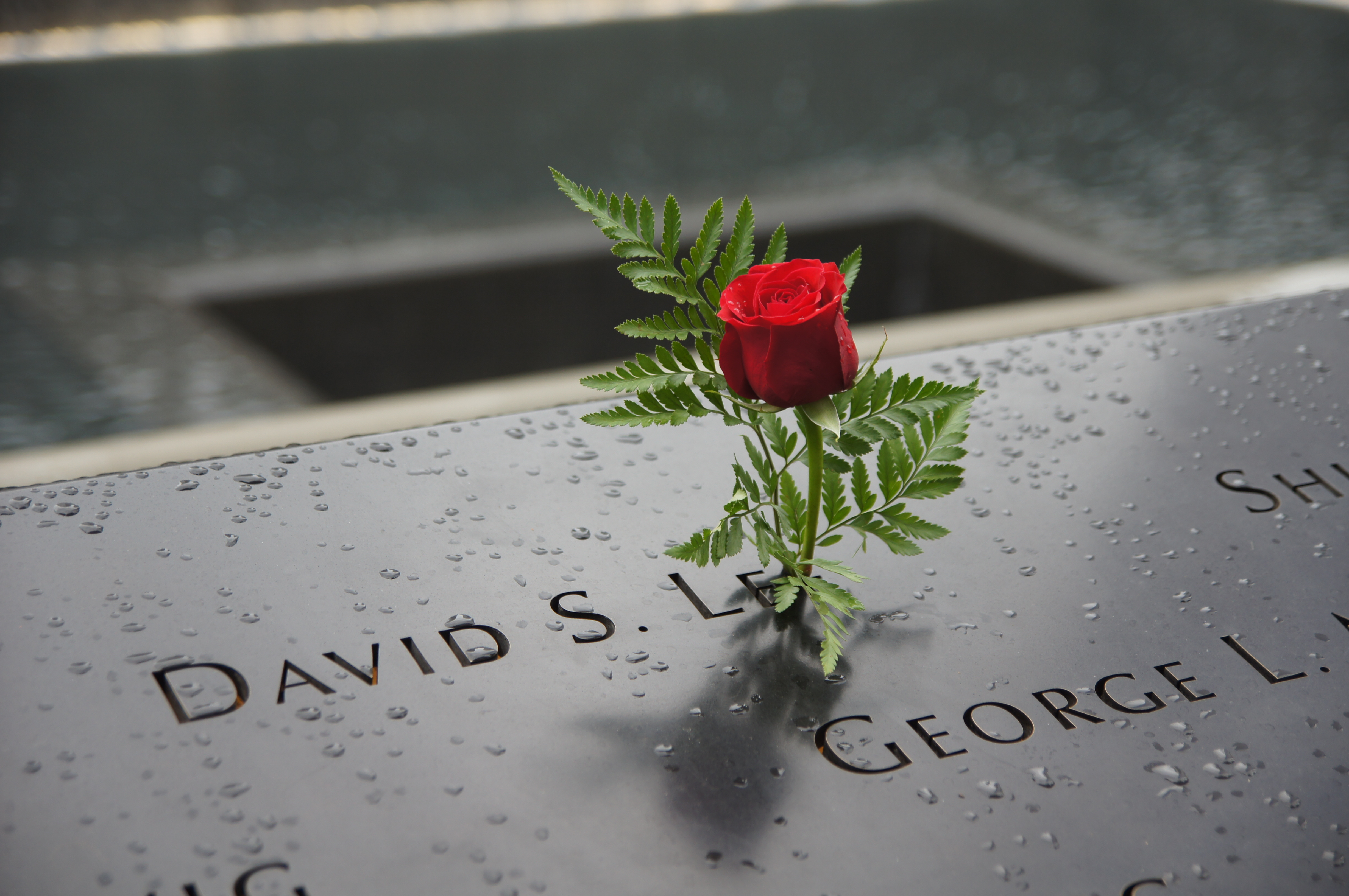
紀念華裔罹難者李兆輝（David Shufee Lee）的紅玫瑰，位於南池S-42銘牌
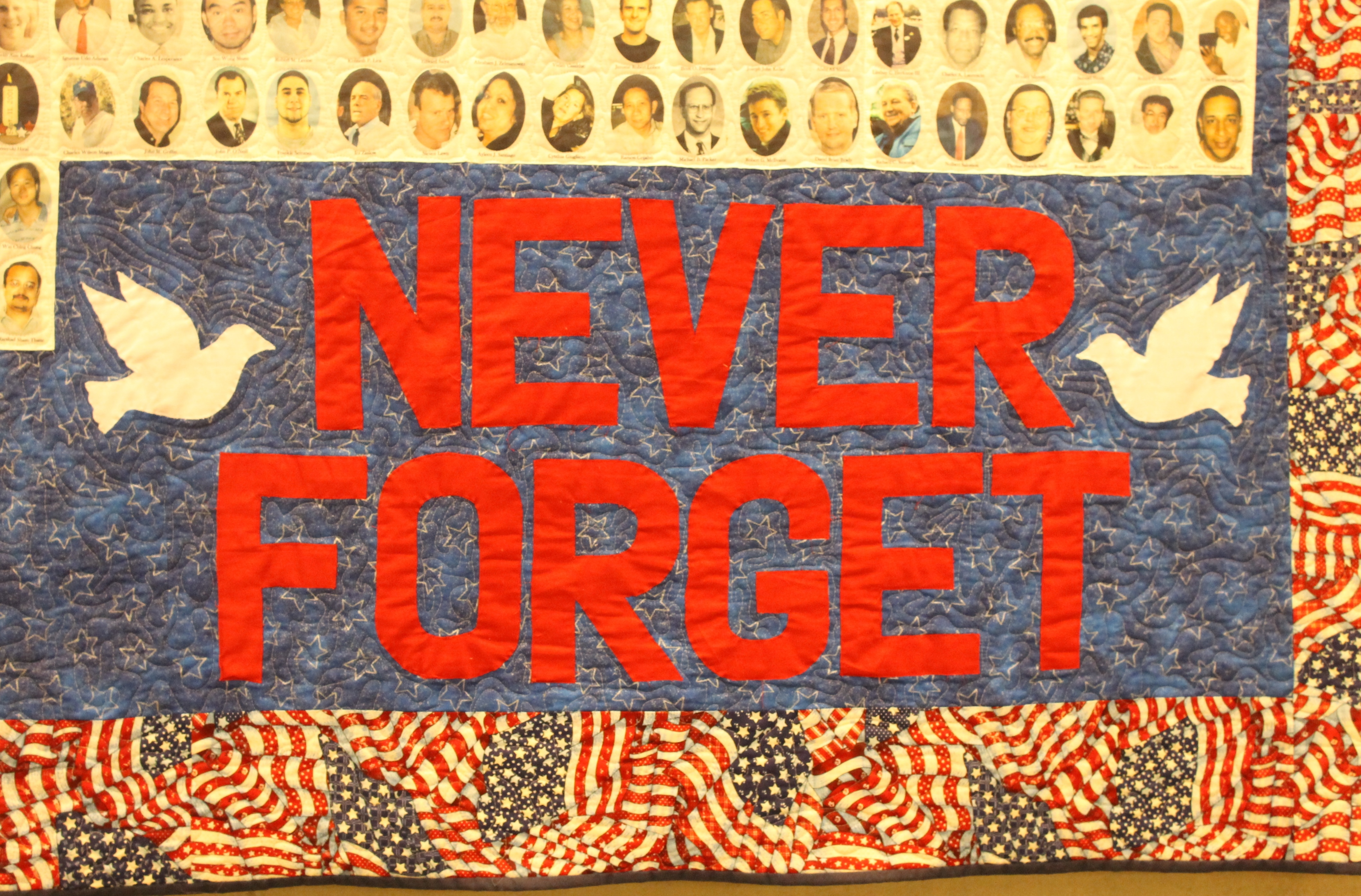
“永不忘记”之織錦，附有鍾偉程（Wai Ching Chung）、沈詩煌（See Wong Shum）等兩位香港裔罹難者及其他九一一罹難者的照片
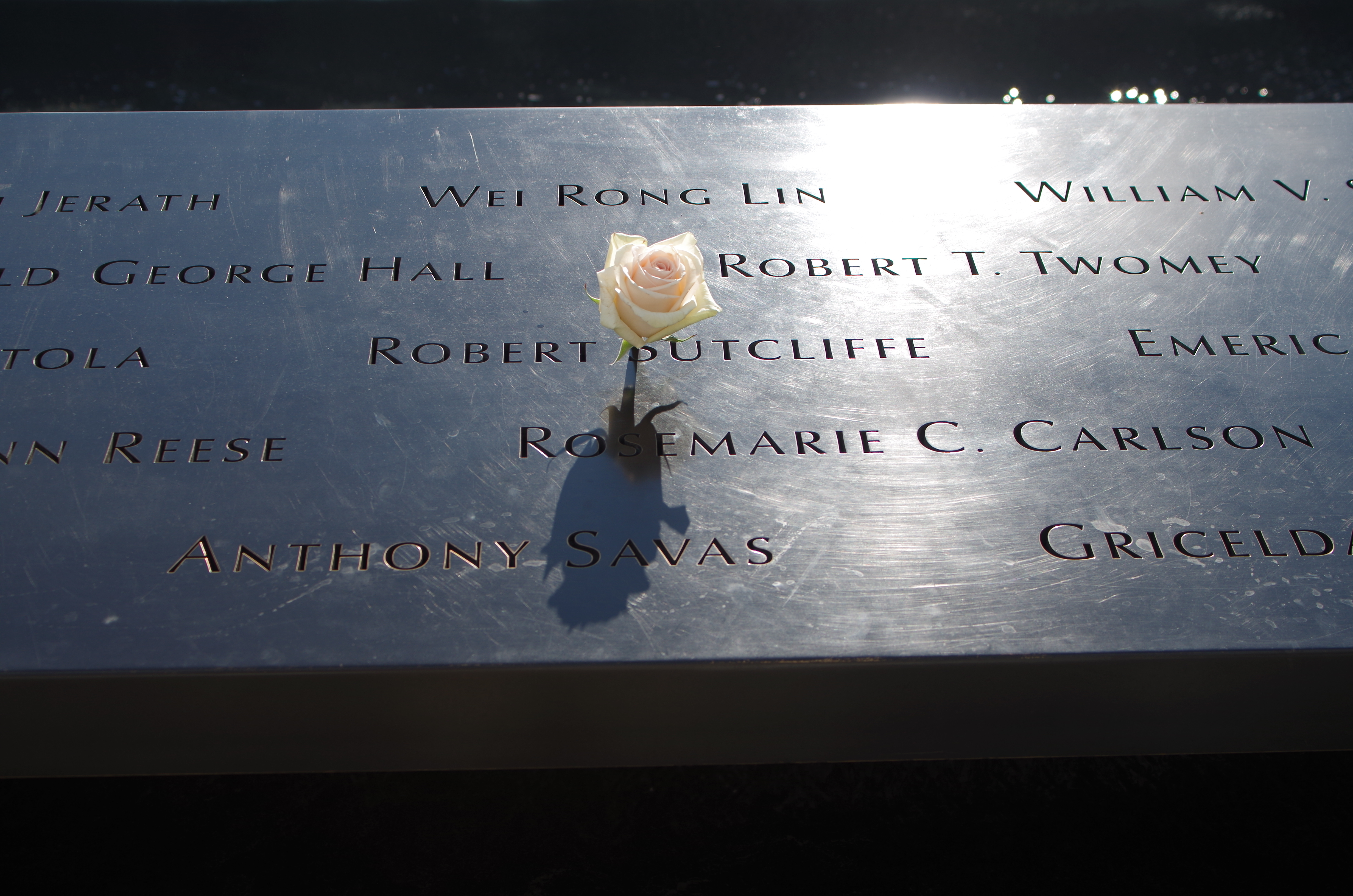
日間的北池；N-67銘牌，印着華裔美籍會計事務所創辦人林衛榮（Wei Rong Lin）等世貿中心北塔罹難者的姓名
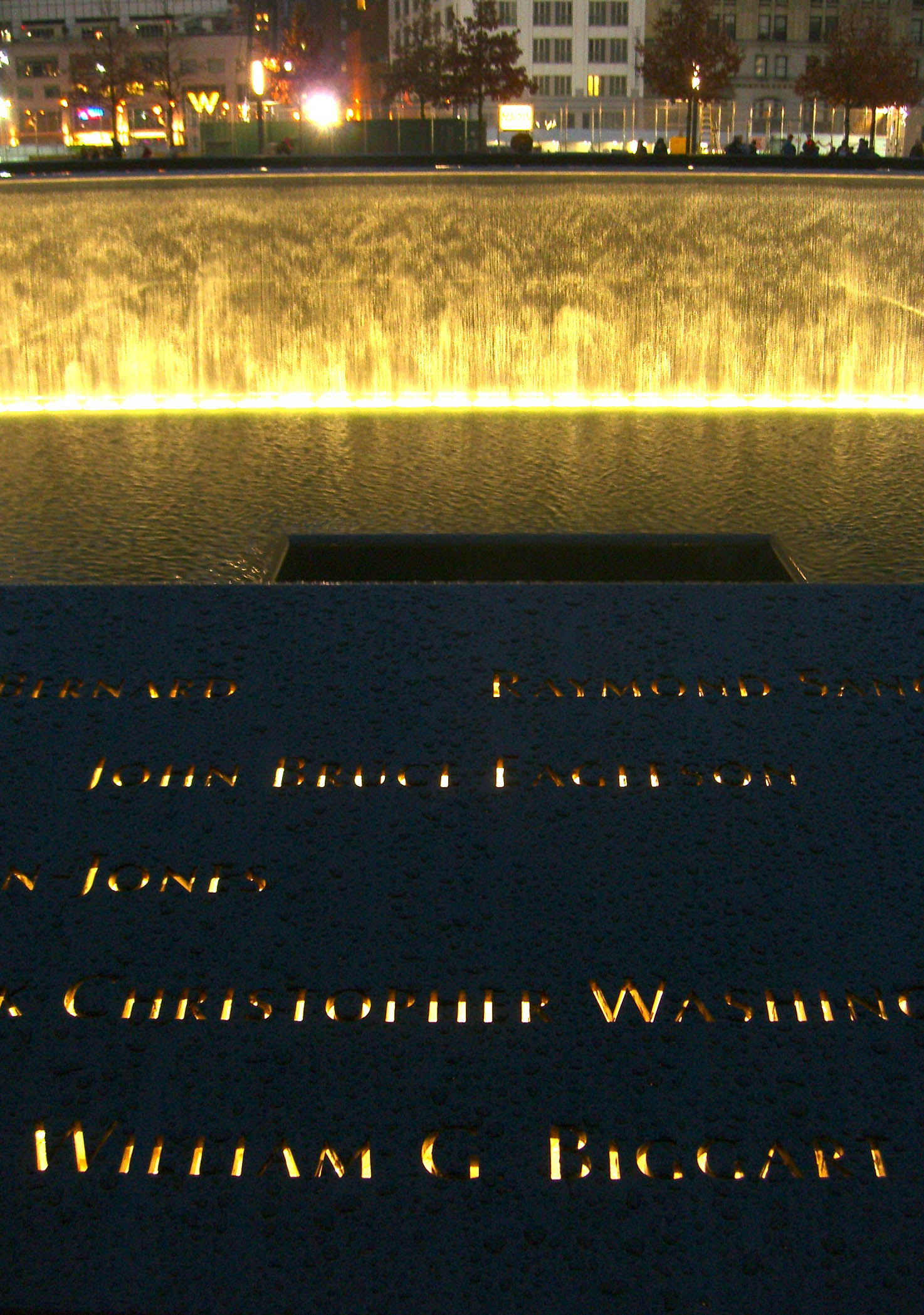
夜晚的南池；S-66銘牌；刻着世貿現場罹難攝影記者比爾·比加特（英语：Bill Biggart）的名字
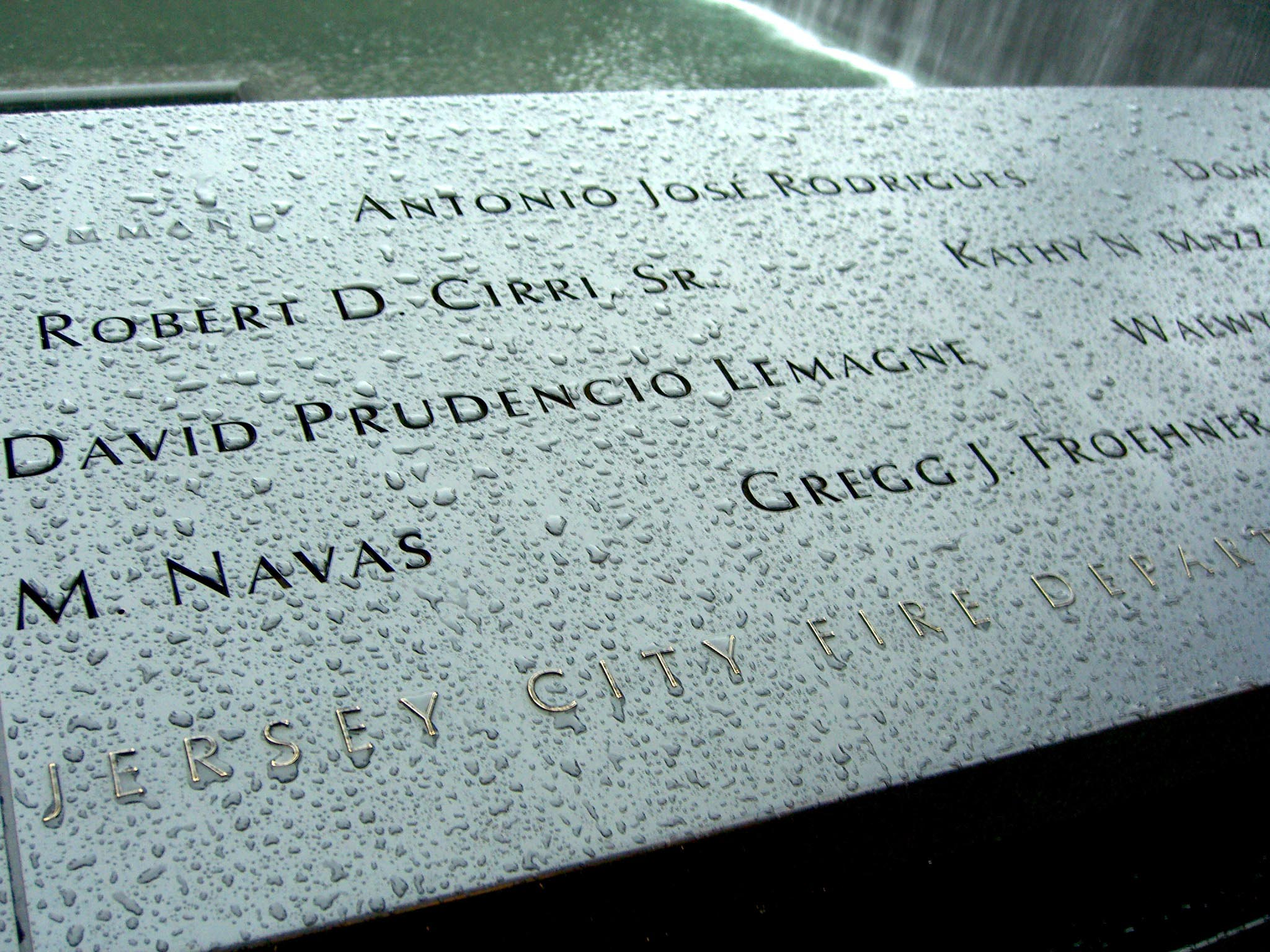
南池S-29銘牌，纪念泽西城消防局罹難隊員
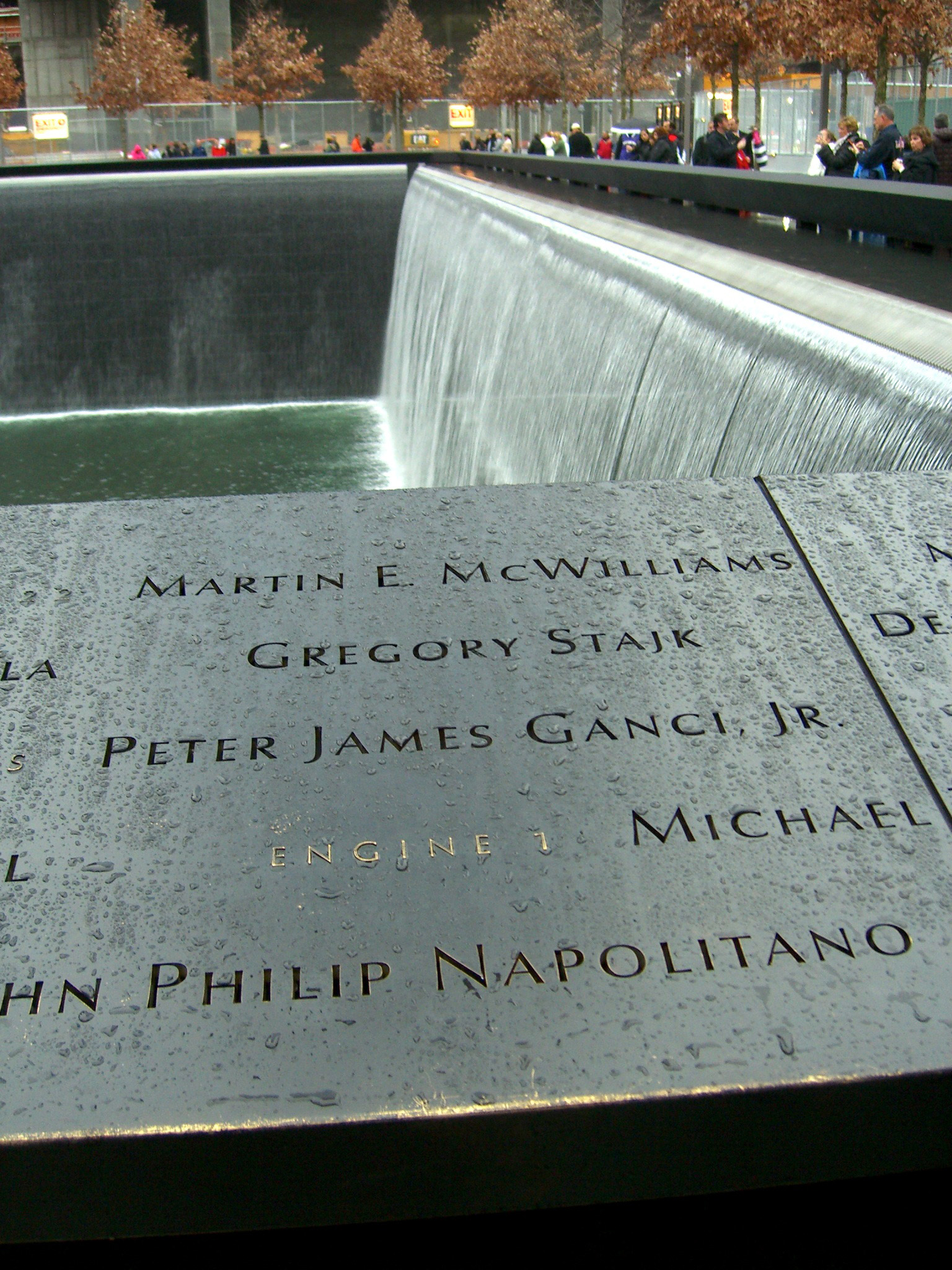
夜晚的南池；S-17銘牌，刻着紐約市消防局總監彼得·甘西（英语：Peter J. Ganci, Jr）的名字
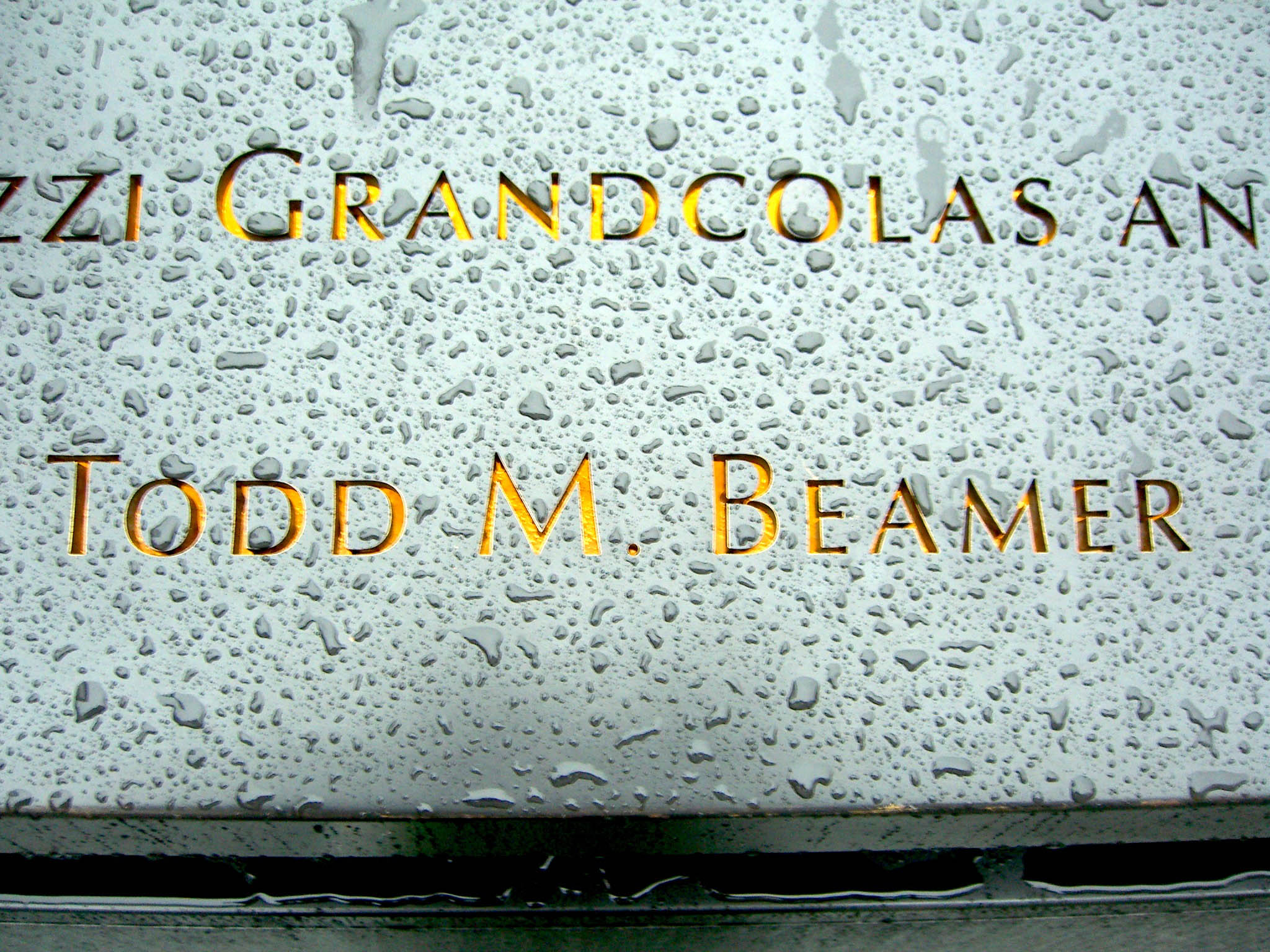
南池S-68銘牌，刻着聯航93號班機乘客陶德·比默（英语：Todd Beamer）的名字，其為機上挺身反抗劫機犯的乘客之一
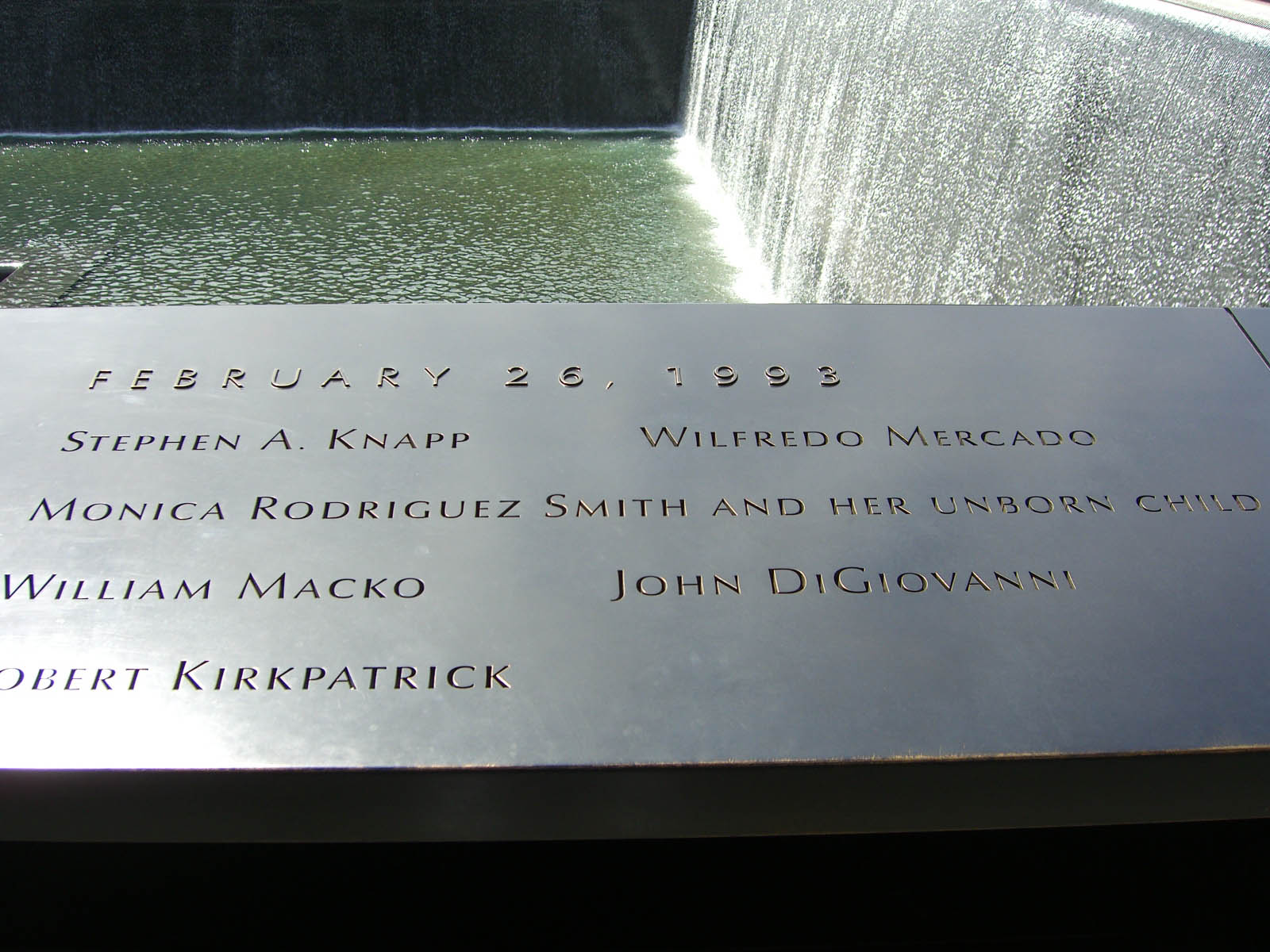
北池N-73銘牌，刻着1993年爆炸案6名罹難者的名字

## 外部連結
- 官方网站
- Photos of the memorial Archive.today的存檔，存档日期2013-01-30
- The 9/11 memorial – Interview and footage of the WTC site（页面存档备份，存于）
- Google Virtual Tour of the National September 11 Museum（页面存档备份，存于）